# Dipseudopsis bicolorata
Dipseudopsis bicolorata är en nattsländeart som beskrevs av Martynov 1935. Dipseudopsis bicolorata ingår i släktet Dipseudopsis och familjen Dipseudopsidae. Inga underarter finns listade i Catalogue of Life.